# Campeonato Africano de Atletismo de 2016 - Salto triplo masculino
A prova do salto triplo masculino do Campeonato Africano de Atletismo de 2016 foi disputada no dia 25 de junho  no Kings Park Stadium  em Durban, na África do Sul. Participaram da prova 15 atletas sendo que todos concluíram a prova. 

## Recordes
Antes desta competição, os recordes mundiais e do campeonato nesta prova eram os seguintes:
|                       | Nome             | Nacionalidade | Distância | Local      | Data                 |
| --------------------- | ---------------- | ------------- | --------- | ---------- | -------------------- |
| Recorde mundial       | Jonathan Edwards | Reino Unido   | 18m 29 cm | Gotemburgo | 7 de agosto de 1995  |
| Recorde do campeonato | Andrew Owusu     | Gana          | 17m 23cm  | Dakar      | 19 de agosto de 1998 |
| Recorde africano      | Tarik Bouguetaïb | Marrocos      | 17m 37cm  | Khémisset  | 14 de julho de 2007  |

## Medalhistas
| Ouro            | Prata                      | Bronze                       |
| Tosin Oke (NGR) | Hugues Fabrice Zango (BUR) | Godfrey Khotso Mokoena (RSA) |

## Cronograma
Todos os horários são locais (UTC+2). 
| Data        | Hora  | Evento |
| ----------- | ----- | ------ |
| 25 de junho | 17:30 | Final  |

## Resultado final
| Posição           | Atleta                 | Nacionalidade   | Distância | Notas |
| ----------------- | ---------------------- | --------------- | --------- | ----- |
| Medalha de ouro   | Tosin Oke              | Nigéria         | 17.13     |       |
| Medalha de prata  | Hugues Fabrice Zango   | Burquina Fasso  | 16.81     |       |
| Medalha de bronze | Godfrey Khotso Mokoena | África do Sul   | 16.77     |       |
| 4                 | Jonathan Drack         | Ilhas Maurícias | 16.61     |       |
| 5                 | Olumide Olamigoke      | Nigéria         | 16.53     |       |
| 6                 | Mamadou Chérif Dia     | Mali            | 16.29     |       |
| 7                 | Elijah Kimitei         | Quênia          | 16.21     |       |
| 8                 | Roger Haitengi         | Namíbia         | 16.20     |       |
| 9                 | Menzi Mthembu          | África do Sul   | 15.95     |       |
| 10                | Mamadou Gueye          | Senegal         | 15.86     |       |
| 11                | Marouane El Aissaoui   | Marrocos        | 15.83     |       |
| 12                | Goabaone Mosheleketi   | Botswana        | 15.72     |       |
| 13                | Bethwel Lagat          | Quênia          | 15.66     |       |
| 14                | Bhekisisa Tshuma       | Zimbabwe        | 15.19     |       |
| 15                | Bienvenu Sawadogo      | Burquina Fasso  | 14.78     |       |

Legenda
| Recorde mundial       | Recorde mundial (World record)               |                       | Recorde africano                      | Recorde africano (African) |                                           | Q | Classificado por posição (Qualified) |
| Recorde do campeonato | Recorde do campeonato (Championship record)  | Recorde da América    | Recorde da América (Americas)         | q                          | Classificado por melhor tempo (Qualified) |   |                                      |
| Melhor marca do ano   | Melhor marca do ano (World leading)          | Recorde asiático      | Recorde asiático (Asian)              | DNS                        | Não largou (Did not start)                |   |                                      |
| Recorde nacional      | Recorde nacional (National record)           | Recorde europeu       | Recorde europeu (European)            | DNF                        | Não terminou (Did not finish)             |   |                                      |
| Recorde pessoal       | Recorde pessoal do atleta (Personal best)    | Recorde da Oceania    | Recorde da Oceania (Oceania)          | DSQ / DQ                   | Desclassificado (Disqualified)            |   |                                      |
| Recorde da temporada  | Recorde da temporada do atleta (Season best) | Recorde sul-americano | Recorde sul-americano (South America) | NM                         | Sem marca (No mark)                       |   |                                      |